# Billy Sheehan
Billy Sheehan (ur. 19 marca 1953 w Buffalo) – amerykański wokalista, muzyk i kompozytor, multiinstrumentalista, wirtuoz gitary basowej. Sheehan współpracował z takimi grupami muzycznymi jak: UFO, Niacin, Mr. Big, Devil’s Slingshot i Planet X. Występował także w zespołach, wokalisty Davida Lee Rotha oraz wirtuoza gitary Steve’a Vaia. Muzyk współpracował ponadto z takimi wykonawcami i grupami jak: Virgil Donati, Tony MacAlpine, Richie Kotzen, Marty Friedman, Tim Owens, Talas oraz Austrian Death Machine.

## Filmografia
- „An Ox’s Tale: The John Entwistle Story” (2006, film dokumentalny, reżyseria: Glenn Aveni, Steve Luongo)[2]
- „Legends of Bass” (2012, film dokumentalny, reżyseria: Jack Edward Sawyers)[3]
- „The Life, Blood and Rhythm of Randy Castillo” (2014, film dokumentalny, reżyseria: Wynn Ponder)[4]

## Dyskografia
| Albumy solowe - The Talas Years (1989, Relativity Records) - Compression (2001, Generic) - Cosmic Troubadour (2005, Favored Nations) - Prime Cuts (2006, Magna Carta) - Holy Cow (2009, Victor Records) Niacin - Niacin (1996, Stretch Records) - High Bias (1998, Stretch Records) - Live! Blood, Sweat & Beers (2000, Img. Ent.) - Deep (2000, Magna Carta) - Time Crunch (2001, Magna Carta) - Organik (2005, Magna Carta) David Lee Roth - Eat 'Em and Smile (1986, Warner Bros. Records) - Skyscraper (1988, Warner Bros. Records) |  | Talas - Talas (1979, Relativity) - Sink Your Teeth Into That (1982, Relativity) - High Speed On Ice (1983, Combat) - Talas Years (1990, Relativity) - If We Only Knew Then What We Know Now (1998, Metal Blade) - Live in Buffalo (1998, WEA/Warner) Inne - Glenn Tipton – Baptizm of Fire (1996, Atlantic Records) - Munetaka Higuchi – Free World (1997, Sony BMG) - Explorers Club – Age of Impact (1998, Magna Carta) - Planet X – MoonBabies (2002, InsideOut Music) - Bozzio & Sheehan – Nine Short Films (2002, Magna Carta) - Derek Sherinian – Black Utopia (2003, InsideOut) - Numbers from the Beast: An All Star Salute to Iron Maiden (2005, Rykodisc) - Marty Friedman – Future Addict (2008, Avex) |

## Instrumentarium
| Gitary basowe - Fender P-Bass „The Wife” - Yamaha Attitude Ltd. II - Yamaha Attitude Ltd. II „Sister” - Yamaha Custom Shop Ltd. 8 String - DiMarzio Bass - Yamaha Attitude Ultra Bass - Yamaha Custom Shop Attitude Double Neck - Yamaha Attitude Ltd - Yamaha Attitude Ltd. II 10th Anniversary Edition - Yamaha Custom BB3000 - Custom Bass w/ Kahler Tremelo - Epiphone Rivoli Bass EB232 - Hofner Electric Bass 500-5 - Hagstrom FB Bass - Yamaha TRB 6 String Bass |  | Gitary elektryczne - Yamaha Custom Shop Dropped 6 Baritone - Fender Subsonic Baritone Strat - Ernie Ball Silhouette Baritone 6 string - Kramer Voyager 6 String Electric - Danelectro Baritone Electric 6 String Hodad - Fender Telecaster - Veillette Baritone 12 String - Yamaha Custom Shop Bajo Sexto - Robin Octave Guitar - Ibanez UV777-PBK - Yamaha Double Neck Signature Akustyczne gitary basowe - Taylor Acoustic Bass AB-3 - Alvarez Artist Acoustic Bass 4070BK - Yamaha APF B12F Acoustic Bass |  | Bezprogowe gitary basowe - Yamaha Attitude Ltd. II Fretless Gitary akustyczne - Yamaha Acoustic 12 String Custom - Taylor 12 String Jumbo Acoustic 855 - Guild F412 Acoustic 12 String - Alvarez Yairi JY-10 6 String Acoustic Guitar - Alvarez Yairi YB-1 6 Baritone Acoustic Guitar - Yamaha APX 9-12 Gitary elektroakustyczne - Renaissance Baritone 12 String - Yamaha Prototype Semi Acoustic Bass Gitary klasyczne - Yamaha Guitalele GL-1 - Yamaha GC-30 Classical Nylon String Guitar |